# Rajon Yssyk-Köl
Der Rajon Yssyk-Köl ist ein Rajon in Kirgisistan. Er ist dem Oblus Yssyk-Köl untergeordnet. Verwaltungssitz ist Tscholpon-Ata. Er hat 97.748 Einwohner (Stand 2022).

## Geographie
Der Rajon liegt im Westen des Gebiets Yssykköl am Nordufer des Sees Yssyk-Köl. Ungefähr 78 % des Bezirks sind von Bergen und 22 % von Tälern eingenommen. Die Wohnbevölkerung konzentriert sich auf den Küstenstreifen zwischen Kungej-Alatau und dem Yssyk-Köl. Auf dem Territorium des Rajons liegt der Flughafen Tamtschy-Yssykköl.

## Bevölkerung
| Jahr | Einwohnerzahl |
| ---- | ------------- |
| 1970 | 50.998        |
| 1979 | 58.389        |
| 1989 | 68.685        |
| 1999 | 70.677        |
| 2009 | 75.533        |
| 2021 | 84.876        |

Quellen:

## Gliederung
Der Rajon beinhaltet eine Stadt und 30 Dörfer in 12 Landgemeinden. Die 13 Landgemeinden sind:
| Landgemeinde        | Verwaltungssitz | Einwohner 2009 |
| ------------------- | --------------- | -------------- |
| Stadt Tscholpon-Ata |                 | 10.525         |
| Abdrachmanow        | Dscharkynbajew  | 02.709         |
| Ananewo             | Ananewo         | 08.870         |
| Bosteri             | Bosteri         | 09.169         |
| Kara-Oi             | Kara-Oi         | 03.061         |
| Korumdu             | Korumdu         | 03.905         |
| Örüktü              | Tschong-Örüktü  | 04.068         |
| Sadyr-Ake           | Grigorjewka     | 05.324         |
| Tamtschy            | Tamtschy        | 03.819         |
| Temir               | Temir           | 06.709         |
| Toru-Ajgyr          | Toru-Ajgyr      | 04.684         |
| Tschong-Sary-Oj     | Tschong-Sary-Oj | 06.844         |
| Gesamt              |                 | 75.533         |

## Galerie

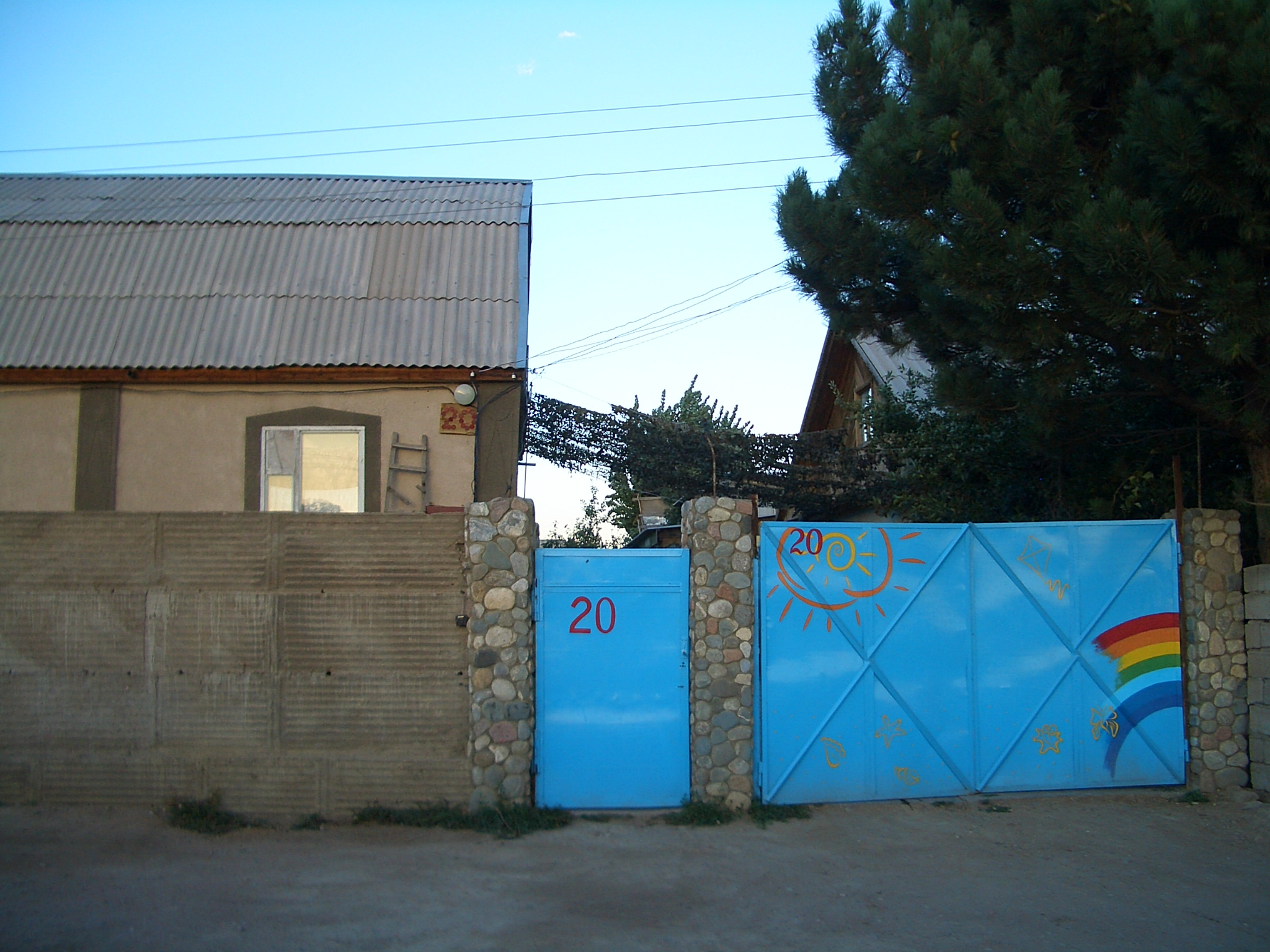
Gasthaus in Tamtschy
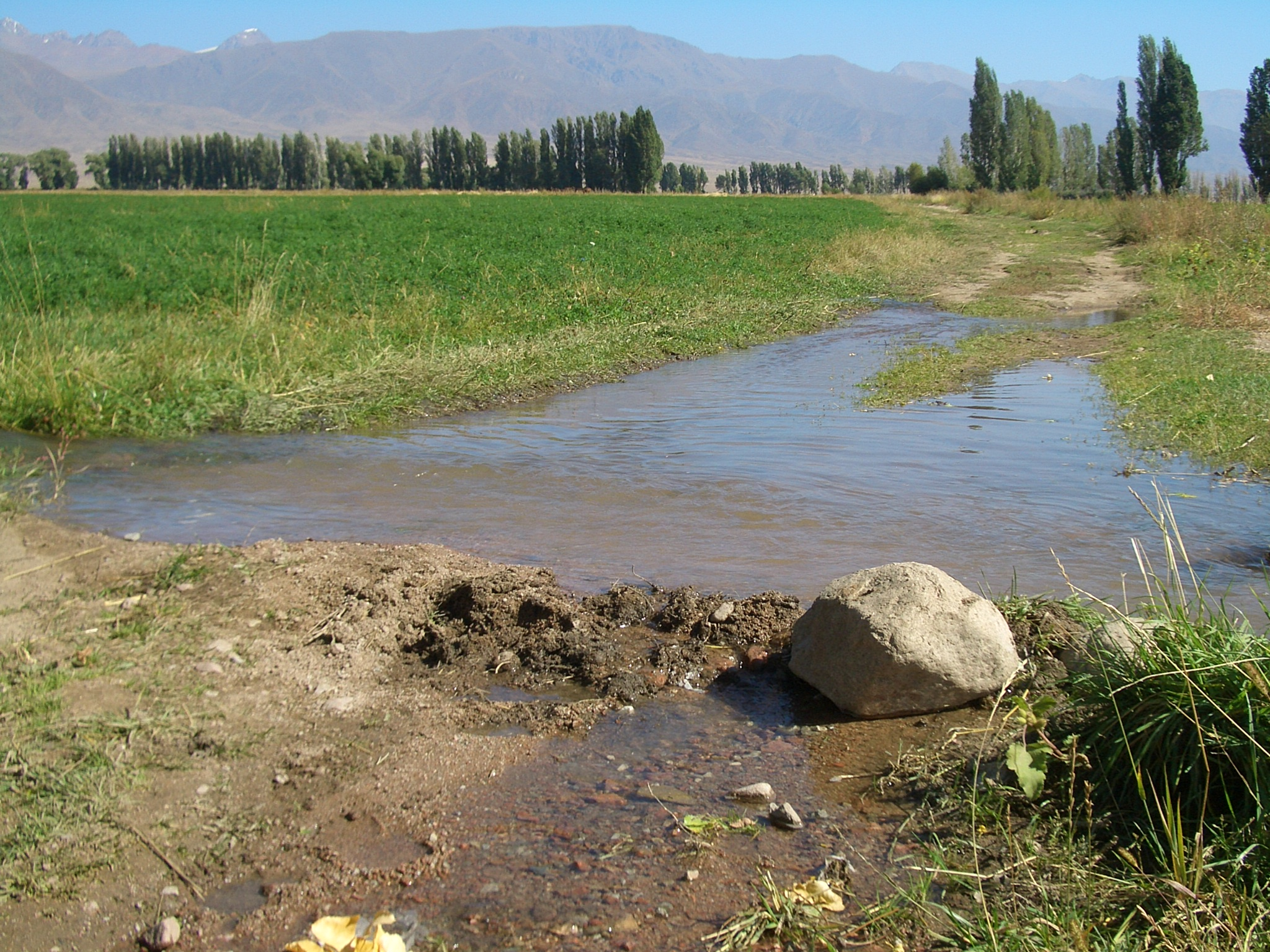
Bei Tamtschy
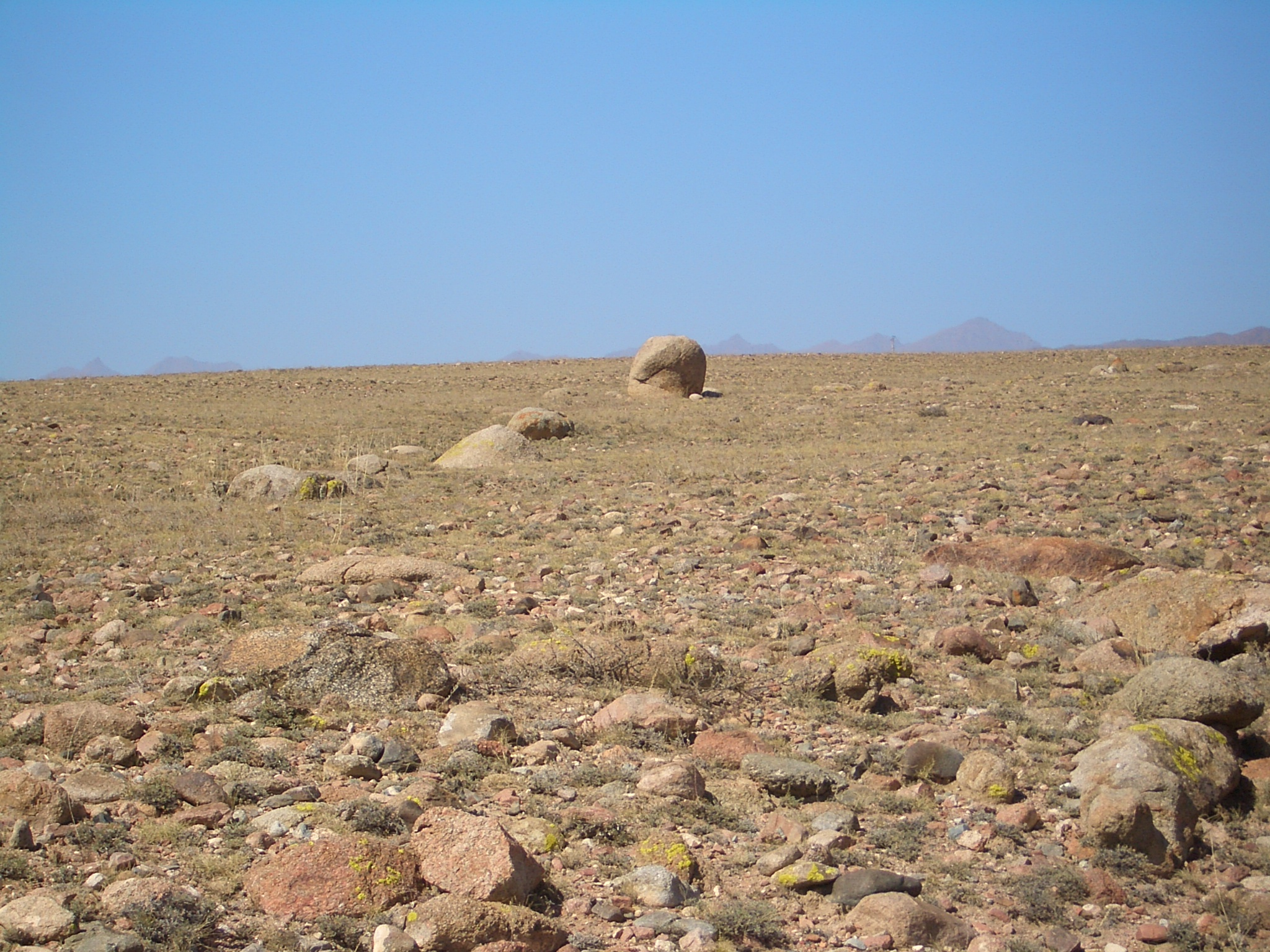
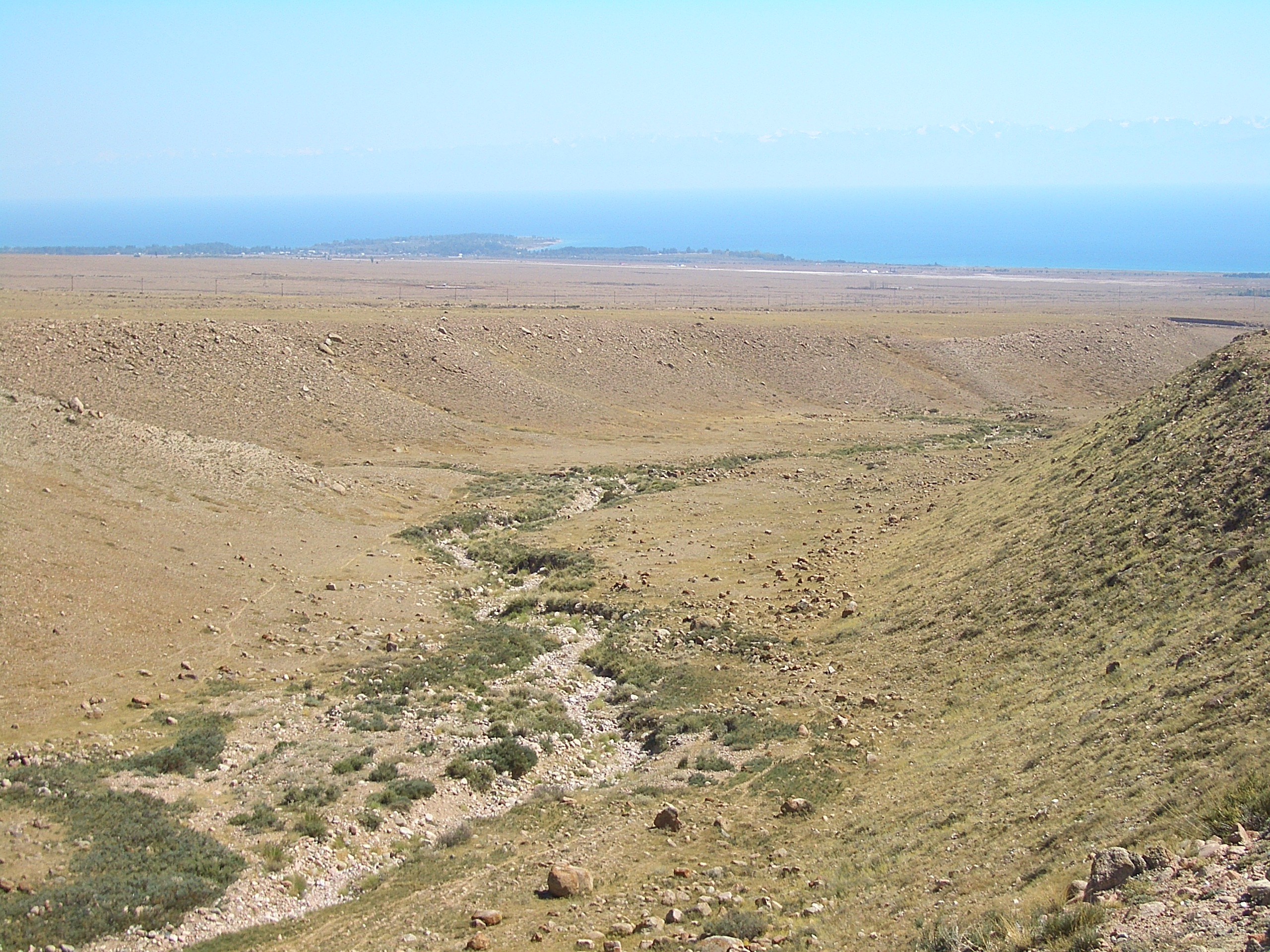
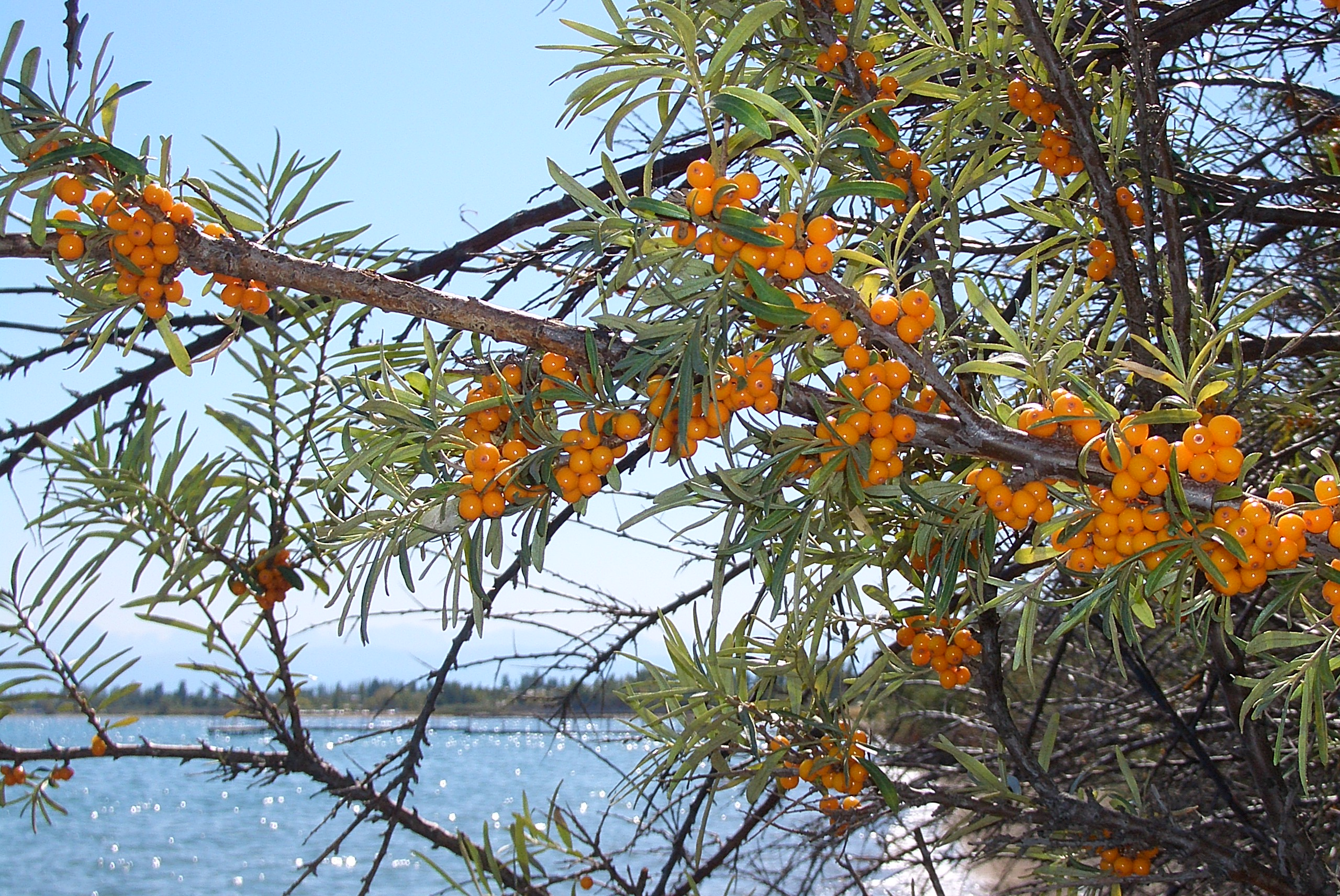
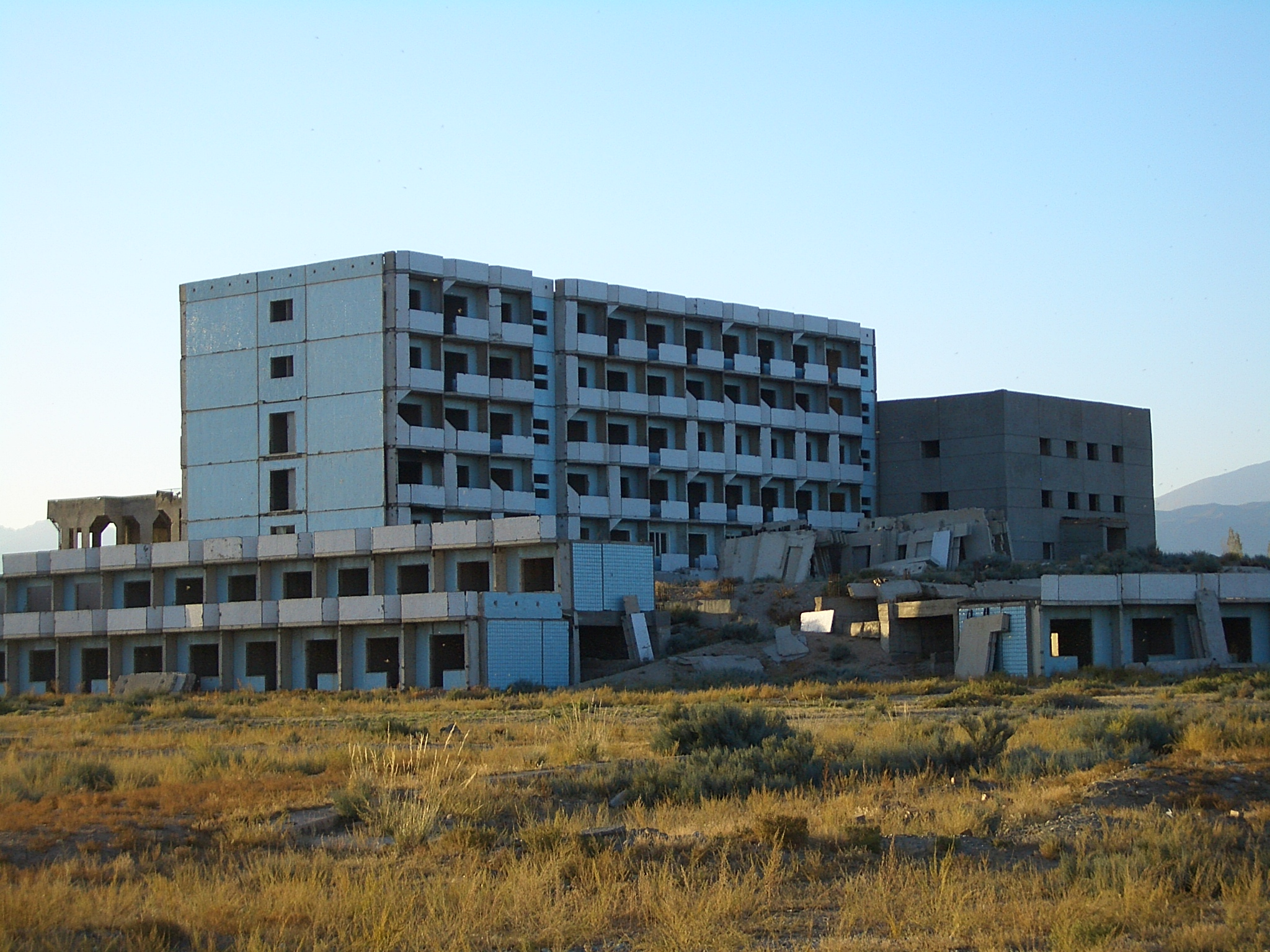
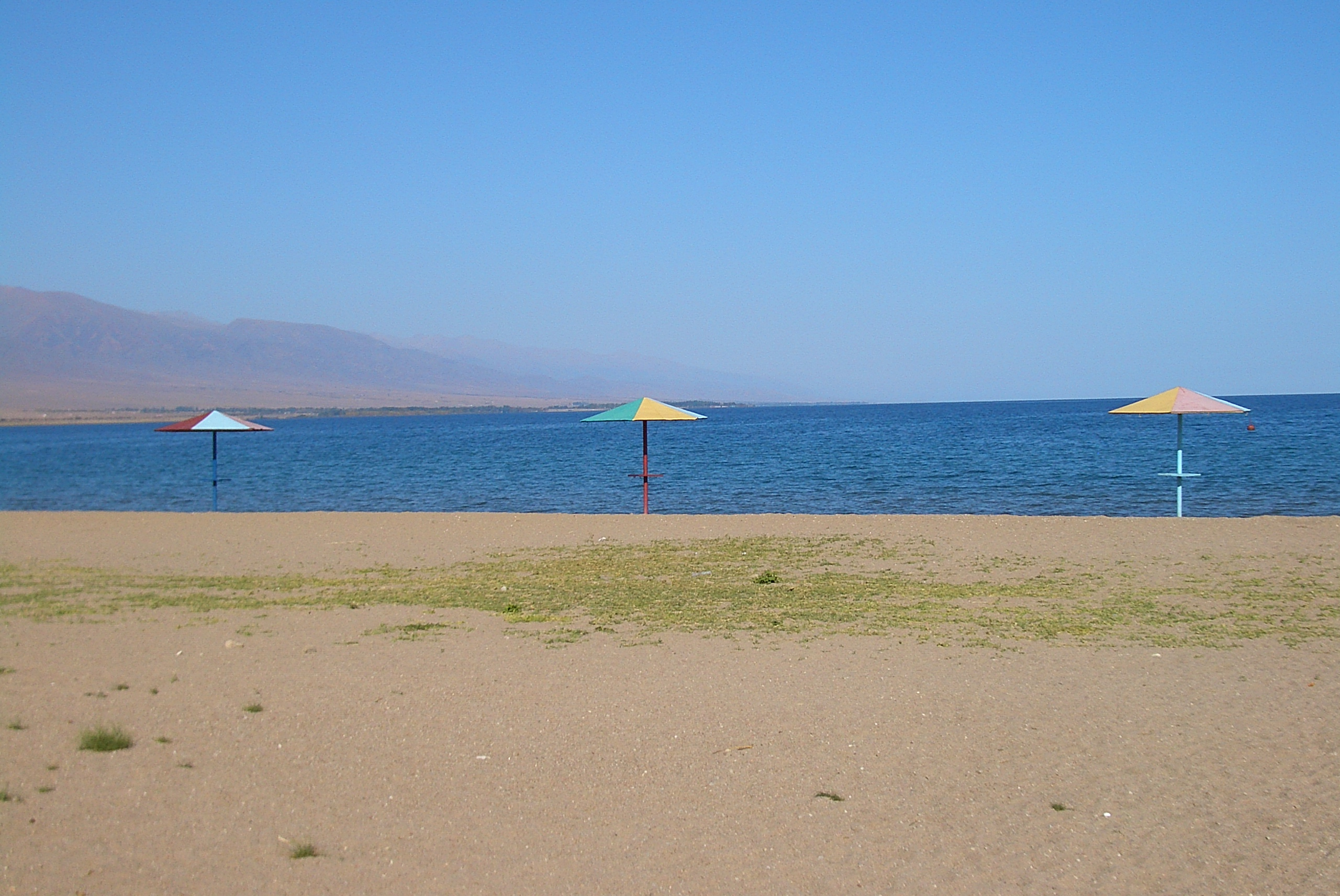
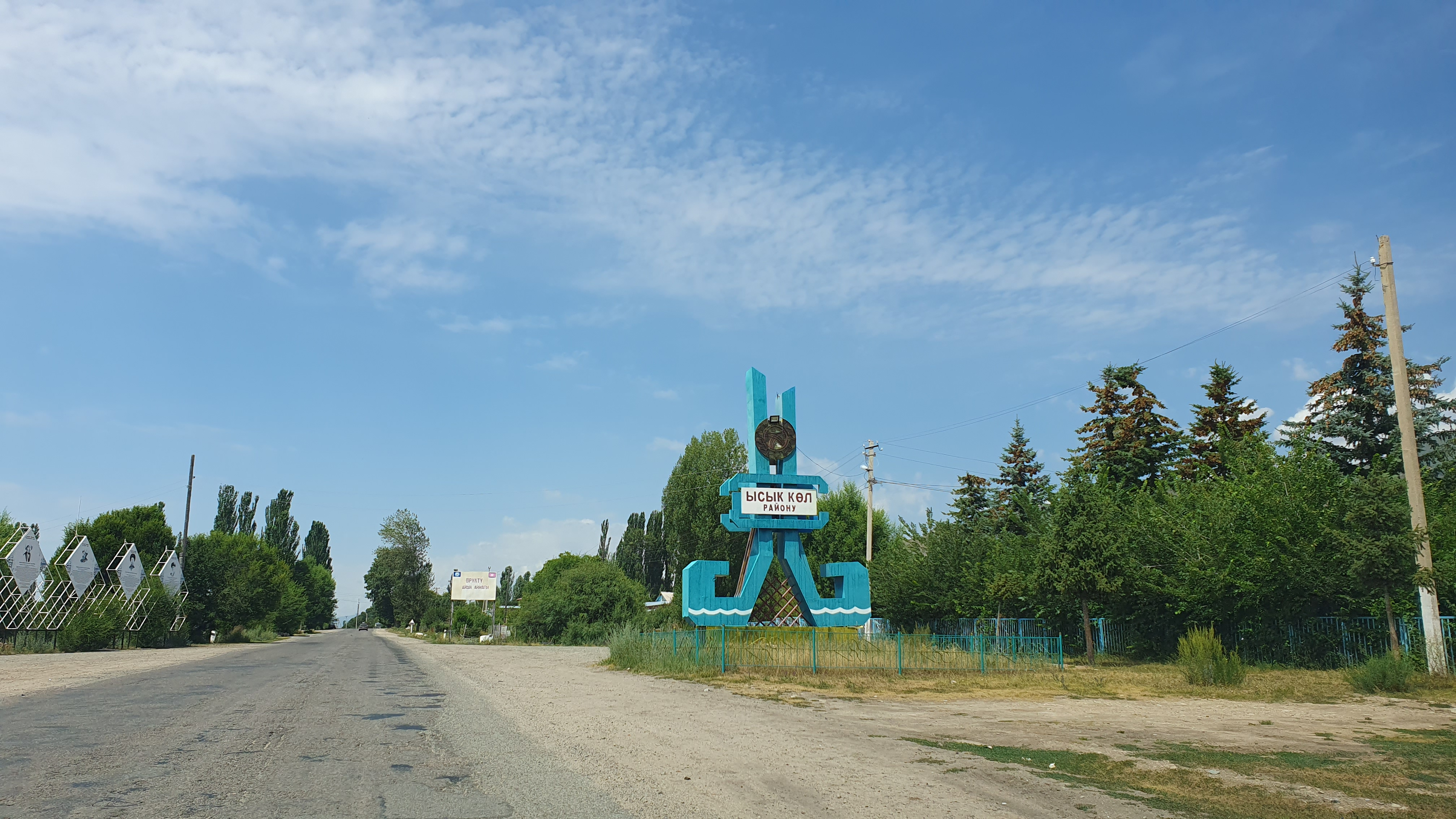